# Paredes do Rio
Paredes do Rio é uma vila localizada na freguesia de Covelães, concelho de Montalegre, em Portugal. Tem 0,1 quilômetro quadrado e segundo censo de 2011, havia 75 habitantes.